# Fontaines-sur-Marne
Fontaines-sur-Marne är en kommun i departementet Haute-Marne i regionen Grand Est (tidigare regionen Champagne-Ardenne) i nordöstra Frankrike. Kommunen ligger i kantonen Chevillon som tillhör arrondissementet Saint-Dizier. År 2022 hade Fontaines-sur-Marne 146 invånare.

## Befolkningsutveckling
Antalet invånare i kommunen Fontaines-sur-Marne
| Referens: INSEE |